# Empecamenta collaris
Empecamenta collaris är en skalbaggsart som beskrevs av Moser 1917. Empecamenta collaris ingår i släktet Empecamenta och familjen Melolonthidae. Inga underarter finns listade i Catalogue of Life.